# Pilar Alonso Ibáñez
María Pilar Alonso Ibáñez (Marquínez, Álava, 21 de octubre de 1937) es una etnógrafa, historiadora, escritora, poeta y pedagoga española.

## Biografía
Al año de nacer, su familia se trasladó a vivir a Vitoria. Durante su niñez y juventud no dejó de acudir periódicamente al pueblo de sus abuelos maternos, Pipaón, lugar que se convirtió en su segunda casa y origen de todas sus investigaciones etnográficas.

## Trayectoria
Su infatigable ansia de recuperación de ritos y costumbres de Pipaón le llevó a indagar y expurgar toda clase de documentación sobre Pipaón depositada en los diferentes archivos históricos tanto locales, municipales como provinciales. Contactó con los grupos Etniker Euskalerria por mediación del entonces párroco que atendía Pipaón, José Antonio González Salazar, quien le introdujo en la investigación etnográfica. A partir de entonces, ha dirigido su trabajo etnográfico a la aplicación de la encuesta etnográfica en la localidad de Pipaón, aportando los resultados al Atlas Etnográfico de Vasconia en todas sus campañas de investigación hasta la fecha.
En 1980 ingresa en la Real Sociedad Bascongada de Amigos del País. Presentó su trabajo de Ingreso el 31 de mayo de 1989 con el título de Fósiles, arqueología, tradición e historia de Pipaón. En 1981 puso en marcha el grupo de danzas Usatxi. Fue la primera responsable de la Asociación Cultural Usatxi de Pipaón. Dentro de las actividades de esta asociación tuvo un destacado papel en la recuperación de costumbres y tradiciones: danzas, El Cachupín y la Hoguera de San Roque, la Virgen de Arrónchita, el día de Las Cruces entre Loza, Lagrán y Pipaón, la Quema de pellejos, el Toque de Cencerros, etc.
El 18 de junio de 1994 se cumplió uno de los sueños más anhelados de Pilar Alonso, conocida con el sobrenombre de “La Alondra Alegre de Pipaón”: la inauguración del Museo Etnográfico Usatxi de Pipaón, fruto de la colección de piezas etnográficas recogidas y almacenadas en Pipaón por ella misma.
EN 2008 presentó su libro Parteras y comadronas donde documenta con testimonios, fotografías... conversaciones con parteras de 1925 hasta los años noventa.

## Obras

### Investigaciones etnográficas
- La Regla de Pipaón
- Título de Villazgo
- Arcas de Misericordia
- Ordenanzas Municipales
- Fósiles, arqueología
- Tradición e historia de Pipaón
- Parteras y comadronas[6]

### Literatura
- El recuerdo de sus juegos infantiles, le hizo escribir a sus nietos unos relatos titulados Las Andanzas de Camila, publicados en 2005.
- Palabras de amor (2003) poemario
- Las mujeres de mi barrio. Desde Portal de Arriaga hasta la Cuesta de Santa María (2006): libro sobre el barrio de su niñez en Vitoria en el que se describe la vida de varias mujeres en el período de postguerra.

Es autora de diferentes artículos en prensa y en revistas como Ocón, Mendialdea, Dantzariak, etc, y participante en jornadas y encuentros sobre Historia y Antropología, siempre mostrando sus conocimientos sobre la pequeña pero interesante localidad de Pipaón, en la Montaña Alavesa.